# Sieg der Ordnung
Sieg der Ordnung ist ein Kurzfilm des Schweizer Regisseurs Erich Langjahr aus dem Jahr 1976. Der Film beinhaltet die Chronik eines Mieterkampfes am Hegibachplatz in Zürich.

## Entstehung
Im Jahr 1973 fand in Zürich ein Mieterkampf statt. Zwei seit zweieinhalb Jahren leerstehende Häuser am Hegibachplatz wurden besetzt. Erich Langjahr, der Leute aus der Besetzerszene kannte, kam auf die Idee, die Ereignisse um die Hausbesetzung filmisch zu dokumentieren.

## Inhalt
Das Altersheim am Hegibachplatz in Zürich wurde 1971 von der Gemeinnützigen Gesellschaft Neumünster an die Immobilienfirma Mobag verkauft. Diese liess die beiden Häuser «Frieden» und «Sonnenschein» trotz der in Zürich herrschenden Wohnungsnot während zweieinhalb Jahren leer stehen.
Der Selbsthilfeverein Lebensraum (SVL) wurde im Februar 1973 gegründet und nahm Verhandlungen mit der Besitzerin Mobag auf. Die Firma lehnte die Vorschläge des SVL ab. Der Verein lancierte daraufhin einen dramatischen Appell an die soziale Verantwortung eines Grossunternehmens im Rechtsstaat mit einer dringenden Bitte um Aussprache. Die Mobag verweigerte das Gespräch.
Daraufhin wurde das Quartierkomitee Hottingen-Riesbach-Hirslanden ins Leben gerufen. Um die hundert Einwohner fanden sich spontan zu einer Protestversammlung am Hegibachplatz ein. Das Komitee richtete einen offenen Brief an die Mobag und forderte die Freigabe der beiden Häuser zu Wohnzwecken. Die Mobag stellte sich auf den Standpunkt, dass die Liegenschaften inzwischen unbewohnbar und abbruchreif seien (Demontage von Heizung, Elektrizität und Wasserversorgung).
Das Quartierkomitee kreierte eine Tonbildschau, mit der es die Bevölkerung informierte. Am 29. August 1973 folgte die Besetzung der beiden Liegenschaften. Sie wurden wieder bewohnbar gemacht und von den Besetzern verwaltet. An täglichen Quartierversammlungen und mit Hilfe einer Wandzeitung wurde die Quartierbevölkerung über die Hintergründe der Aktionen informiert. Eine Unterschriftensammlung brachte innert zehn Tagen über tausend Unterschriften für die Nutzung der beiden Häuser als günstigen Wohnraum zusammen. Es folgten Solidaritätskundgebungen, an denen sowohl die Besetzer als auch Teile der Bevölkerung teilnahmen. Der Stadtrat von Zürich wurde mit einem offenen Brief um Unterstützung gebeten.
Liliane Uchtenhagen setzte sich als Gemeinderätin im Stadtparlament mit einem Postulat für die Anliegen des Quartiervereins und gegen den Abbruch der beiden Häuser ein. Das Postulat wurde am 3. Oktober 1973 mit 35 zu 41 Stimmen knapp abgelehnt. Der Stadtrat regte seinerseits eine Zwischennutzung der beiden Häuser als billige Touristenunterkünfte an.
Auf ein Inserat des Quartiervereins hin, meldeten sich um die achtzig Bewerber für ein günstiges Zimmer. Auch diese Mietinteressenten wandten sich mit einem offenen Brief an den Stadtrat, der unbeantwortet blieb.
Die Mobag hatte zuerst Anklage gegen die Besetzer erhoben, duldete dann aber bis zum Eintreffen der Abbruchbewilligung die ungebetenen Gäste. Den Besetzern wurde eine polizeiliche Frist zum Auszug gesetzt, die vom Grossteil befolgt wurde. Nur der harte Kern blieb. Am frühen Morgen des 24. Juli 1974 wurden die Häuser von der Polizei geräumt. Die verbliebenen Bewohner hatten Barrikaden erstellt und leisteten der Polizei während zwei Stunden Widerstand.
Der Abbruch der Häuser fand am selben Tag statt. Der Platz blieb noch während Jahren unbewohnt und leer. Der Sieg der Ordnung dauerte an.
Der Film «Sieg der Ordnung» zeigt umfangreiches Fotomaterial sowie Zeitungsartikel über die Besetzung der Hegibachhäuser. Auch das Leben in den selbst verwalteten Gebäuden wird mit vielen Fotos und einigen Filmsequenzen dokumentiert. An der Solidaritätskundgebung vom 23. Juli 1974 wurde vor Ort gefilmt. Deutlich sind die Parolen und Durchsagen der Demonstrierenden zu hören. Auch die Passanten werden ins Blickfeld gerückt. Die heftige Auseinandersetzung zwischen den Besetzern und der Polizei am 24. Juli 1974 wird ausschliesslich statisch, mittels Fotos und Zeitungsausschnitten, dokumentiert. Der Abbruch der Häuser am selben Tag hingegen wurde ausführlich und detailreich gefilmt. Neben den Abbrucharbeiten sind auch Bauarbeiter und neugierige Zaungäste zu sehen.
Bis im Januar 1977 besuchte der Regisseur den leeren Platz halbjährlich einmal im Sommer und einmal im Winter. Mit der Kamera hielt er die jeweilige Situation fest. Im Winter 1977 wurde die Baulücke am Hegibachplatz bereits von zahlreichen Pionierpflanzen überwuchert.

## Rezeption
2010 erschien unter dem Titel «Allein machen sie dich ein» eine 6-stündige Dokumentation auf fünf DVDs in acht Teilen von Mischa Brutschin. Mit umfassendem Film-, Foto- und Tonmaterial wird darin die Geschichte der Hausbesetzungen in Zürich dokumentiert. Der Schwerpunkt liegt auf den Jahren 1979 bis 1995. Brutschin blendet aber bis in die fünfziger Jahre zurück. Im Teil 1 sind laut der Begleitbroschüre Ausschnitte aus Langjahrs Film «Sieg der Ordnung» zu sehen.

## Festivals
- Solothurner Filmtage (1977)

## Weblink
- Erich Langjahr «Sieg der Ordnung»